# Стопник (Врансько)
Стопник (словен. Stopnik) — поселення в общині Врансько, Савинський регіон, Словенія. 
Висота над рівнем моря: 355,8 м.